# 新布托里
47°5′29″N 29°31′50″E / 47.09139°N 29.53056°E
新布托里（烏克蘭語：Нові Бутори）是位於烏克蘭西南部的村莊，由敖德萨州羅茲季利納區的大米哈伊利夫卡市鎮負責管轄。該村始建於1890年，面積0.44平方公里，海拔高度89米，2001年人口153，人口密度每平方公里347.73人。